# SN 2009bq
SN 2009bq – supernowa odkryta 19 marca 2009 roku w galaktyce A091721-0508. W momencie odkrycia miała maksymalną jasność 17,40m.